# 狠狠愛 (電影)
《狠狠愛》（英語：Love Hurts）是一部2025年美國動作喜劇片，由強納森·尤塞比歐（Jonathan  Eusebio）執導，馬修·莫瑞（Matthew Murray）、喬許·斯托達德（Josh Stoddard）與盧克·帕斯莫（Luke Passmore）編劇，主演陣容包括關繼威、亞莉安娜·黛博塞、吳彥祖、馬肖恩·林奇、穆斯塔法·沙基爾、安娜莉·提普頓、瑞斯·达比、安德烈·艾瑞克森和辛·艾斯丁。電影講述房仲馬文·蓋伯（Marvin Gable，關繼威飾演）的殺手過去找上自己，使原本平靜且成功的生活被殘暴的兄長及前搭檔打亂。
本片由環球影業定檔2025年2月7日在美國上映。

## 演員
- 關繼威飾演馬文·蓋伯（Marvin Gable）
- 亞莉安娜·黛博塞飾演蘿絲（Rose）
- 吳彥祖飾演納克斯·蓋伯（Knuckles Gable）
- 馬肖恩·林奇（英语：Marshawn Lynch）飾演金（King）
- 穆斯塔法·沙基爾飾演烏鴉（The Raven）
- 安娜莉·提普頓飾演艾希莉（Ashley）
- 瑞斯·达比（英语：Rhys Darby）飾演基皮·貝茲（Kippy Betts）
- 安德烈·艾瑞克森（英语：André Eriksen）飾演奧提斯（Otis）
- 辛·艾斯丁飾演克里夫·卡西克（Cliff Cussick）
- 凯姆·吉甘特飾演雷尼·梅洛（Renny Merlo）
- 德魯·史考特（英语：Drew Scott）飾演傑夫·札克斯（Jeff Zaks）

## 製作
據2024年1月的報導，由強納森·尤塞比歐（Jonathan  Eusebio）執導的動作片《與愛同在》（With Love）正在開發中，這也是他的導演處女作，盧克·帕斯莫（Luke Passmore）、喬許·斯托達德（Josh Stoddard）馬修·莫瑞（Matthew Murray）與編寫劇本，關繼威擔任主演。電影2024年4月1日在加拿大曼尼托巴省温尼伯展開主要拍攝，5月17日宣告殺青。據3月的報導，亞莉安娜·黛博塞簽約參演。4月，吳彥祖、馬肖恩·林奇、穆斯塔法·沙基爾、凯姆·吉甘特、安德烈·艾瑞克森和安娜莉·提普頓加入演出陣容。2024年10月，本片從《與愛同在》更名為《狠狠愛》（Love Hurts），辛·艾斯丁也確認參演。

## 發行
本片在美國由環球影業發行，2025年2月7日上映。

## 外部連結
- 官方网站
- 互联网电影数据库（IMDb）上《狠狠愛》的资料（英文）